# P. Djèlí Clark
P. Djèlí Clark  is het pseudoniem van Dexter Gabriel (New York, 11 juni 1971), een Amerikaanse schrijver van speculatieve fictie. Hij won onder meer drie Locus Awards, drie Nebula Awards en een British Fantasy Award voor zijn boeken, novelles en korte verhalen. Hij schrijft fictie onder pseudoniem om die te onderscheiden van zijn academische publicaties als historicus.

## Biografisch
Clark werd geboren in de Verenigde Staten, maar bracht zijn vroege kindertijd door bij zijn grootouders in Trinidad en Tobago. Hij keerde terug naar Amerika toen hij acht jaar oud was. Clark behaalde een bachelor en een master in geschiedenis aan de Texas State University en een doctoraat aan de Stony Brook University. Later werd hij docent aan de University of Connecticut.
Clark begon in 2011 met het publiceren van korte verhalen als P. Djèlí Clark, maar soms ook als Djèlí A. Clark, Phenderson Djèlí Clark of A. Phenderson Clark. Dit zijn samenstellingen van de voornaam van zijn opa (Phenderson), de meisjesnaam van zijn moeder (Clark) en de djeli van West-Afrika. Clark won in 2019 zowel een Locus Award als een Nebula Award voor zijn korte verhaal The Secret Lives of the Nine Negro Teeth of George Washington, over negen verschillende slaven in een magische wereld wier tanden worden gebruikt om een kunstgebit te maken voor George Washington. Datzelfde jaar werd zijn novelle The Black God's Drums genomineerd voor diezelfde prijzen, evenals voor een World Fantasy Award en een Hugo Award. Dit verhaal is een alternatieve geschiedenis waarin de Geconfedereerde Staten de Amerikaanse Burgeroorlog hebben gewonnen.
Clark bracht in 2016 de novelette A Dead Djinn in Cairo uit. Dit was het begin van een serie verhalen die zich afspelen in een alternatieve, magische versie van Egypte. Deze vormen samen zijn Dead Djinn Universe of Ministry of Alchemy-serie. Hierin volgden later de novelle The Haunting of Tram Car 015, het korte verhaal The Angel of Khan el-Khalili en het boek A Master of Djinn. Clark bleef daarnaast ook andere verhalen schrijven, zoals de novelle Ring Shout. Ook dit is een alternatieve geschiedenis, waarin The Birth of a Nation blanke mensen heeft betoverd en naar de Ku Klux Klan heeft gedreven. De hoofdpersonen van het verhaal trekken ten strijde tegen de bovennatuurlijke krachten binnen de organisatie.

### Dead Djinn Universe
- 2016 - A Dead Djinn in Cairo (novelette)
- 2019 - The Haunting of Tram Car 015 (novelle)
- 2021 - A Master of Djinn (Nebula Award, Locus Award)

### Overig
- 2018 - The Black God's Drums (novelle)
- 2020 - Ring Shout (novelle, Nebula Award, Locus Award, British Fantasy Award)
- 2023 - Abeni's Song